# Liste der Baudenkmäler in Maxhütte-Haidhof
Auf dieser Seite sind die Baudenkmäler in der Oberpfälzer Stadt Maxhütte-Haidhof zusammengestellt. Diese Tabelle ist eine Teilliste der Liste der Baudenkmäler in Bayern. Grundlage ist die Bayerische Denkmalliste, die auf Basis des Bayerischen Denkmalschutzgesetzes vom 1. Oktober 1973 erstmals erstellt wurde und seither durch das Bayerische Landesamt für Denkmalpflege geführt wird. Die folgenden Angaben ersetzen nicht die rechtsverbindliche Auskunft der Denkmalschutzbehörde.

## Baudenkmäler nach Ortsteilen

### Maxhütte
| Lage                                                                                             | Objekt                                             | Beschreibung | Akten-Nr.     | Bild           |
| ------------------------------------------------------------------------------------------------ | -------------------------------------------------- | --- | ------------- | -------------- |
| Bahnhofstraße 2 (Standort)                                                                       | Evangelisch-lutherische Pfarrkirche                | Neugotische Saalkirche mit eingezogenem Polygonalchor und Fassadenturm mit Spitzhelm, Backsteinbau, bezeichnet mit 1891; mit Ausstattung. | D-3-76-141-2  | weitere Bilder |
| Ernst-von-Fromm-Straße 10 (Standort)                                                             | Ehemalige sogenannte Hüttenschänke                 | zweigeschossiges Gebäude mit Mansardwalmdach und Fachwerkelementen in Formen des Heimatstils, mit zweigeschossigem Nebengebäude mit Mansarddach und Halbwalm, um 1906 als Wohn- und Geschäftshaus errichtet, um 1955 zum Gasthaus umgebaut und mit Festsaal, eingeschossigem Walmdachbau, erweitert | D-3-76-141-39 | BW             |
| Hüttenstraße 4, östlich des Bahngleises an der alten Gemeindestraße Teublitz–Maxhütte (Standort) | „Elektrische Zentrale“                             | Dreigeschossig auf T-förmigem Grundriss mit Satteldächern, nördlich ehemaliges Kesselhaus, südlich ehemaliges Turbinenhaus, einheitlich streng gegliederte Fassaden und Dreiecksgiebel in Schlackenziegel-Mauerwerk, errichtet 1920 von Heilmann und Littmann GmbH/Nürnberg.                        | D-3-76-170-13 | BW             |
| Hüttenstraße 4 (Standort)                                                                        | Fabrikgebäude                                      | Mechanische Werkstätte, lang gestreckter Backsteinbau mit Satteldach, Fachwerkteilen und seitlichen Pultdächern, 1911 erbaut, 1920 und 1922 verlängert. | D-3-76-141-3  | BW             |
| Regensburger Straße 44 (Standort)                                                                | Gasthaus „Neuwirtshaus“                            | Zweigeschossiger und massiver Mansarddachbau mit Schopf und Stichbogenfenstern im Erdgeschoss, Putzfassade mit Lisenen- und Gesimsgliederung, um 1840. | D-3-76-141-5  | BW             |
| Rollbahn 7 (Standort)                                                                            | Wohnhaus, ehemalige Direktorenvilla der Maxhütte   | Zweigeschossiger Walmdachbau mit Giebelrisalit, Rundbogenfenster im Obergeschoss, historisierende Fassadengliederung mit Stuck- und Terrakotta-Elementen, um 1880. | D-3-76-141-6  | BW             |
| St.-Barbara-Straße 10; Kirchenstraße 7 (Standort)                                                | Friedhofskirche, ehemalige Pfarrkirche St. Barbara | Tonnengewölbtes Langhaus mit Satteldach, Vorzeichen und eingezogenem Polygonalchor, nördlich des Chores Turm mit oktogonalem Obergeschoss und Spitzhelm, 1922; nördlich daran angebautes Pfarrhaus, zweigeschossiger Walmdachbau mit einfacher Putzgliederung und Rundbogennische, wohl um 1922.    | D-3-76-141-1  | weitere Bilder |

### Birkenhöhe
| Lage                         | Objekt                              | Beschreibung                                                                                      | Akten-Nr.     | Bild                                |
| ---------------------------- | ----------------------------------- | ------------------------------------------------------------------------------------------------- | ------------- | ----------------------------------- |
| Amberger Straße 3 (Standort) | Wohnhaus eines ehemaligen Sägewerks | Erdgeschossiger Mansardwalmdachbau mit Holzverschalung und Zwerchhäusern an drei Seiten, 1922/23. | D-3-76-141-23 | Wohnhaus eines ehemaligen Sägewerks |

### Kappl
| Lage | Objekt                              | Beschreibung | Akten-Nr.     | Bild |
| --- | ----------------------------------- | --- | ------------- | ---- |
| Kappeläcker, am südlichen Ortseingang, östlich der Straße (Standort)                                                                  | Brunnenanlage                       | Brunnstube, tonnengewölbter Raum mit architektonisch gefasstem Eingang, Granitquader und Ziegelstein; zwei Flachbrunnen, mit Granitquaderumrandung und Ausschachtung; wohl 18. Jahrhundert. | D-3-76-141-22 | BW   |
| Kappl 5 (Standort) | Wallfahrtskirche St. Michael        | Kleiner verputzter Satteldachbau mit eingezogenem Polygonalchor, profiliertem Traufgesims und Dachreiter mit Zwiebelhaube. 18. Jahrhundert; mit Ausstattung.                                | D-3-76-141-8  | BW   |
| Kappl 6 (Standort) | Wallfahrtskirche St. Maria Dolorosa | Verputzter Satteldachbau mit eingezogenem, dreiseitig geschlossenem Chor und Dachreiter mit Zwiebelhaube, 18. Jahrhundert; mit Ausstattung.                                                 | D-3-76-141-7  | BW   |
| Kapplstraße 1; Kappeläcker; Hochweg 2; Hochweg 1; Kreuzfeldstraße 2; Kapplstraße 19; an der Straße von Leonberg nach Kappl (Standort) | Kreuzweg                            | Zwölf Kreuzwegstationen, Granitpfeiler mit Tabernakel und Gipsrelief, 19. Jahrhundert, Reliefs wohl neuer.                                                                                  | D-3-76-141-9  | BW   |

### Leonberg
| Lage                                                                                            | Objekt                                    | Beschreibung | Akten-Nr.     | Bild                          |
| ----------------------------------------------------------------------------------------------- | ----------------------------------------- | --- | ------------- | ----------------------------- |
| Auf dem Calvariberg, 700 Meter südwestlich von Leonberg, an der Straße nach Ponholz. (Standort) | Feldkapelle heiliges Herz Jesu            | Quadratischer und verputzter Zeltdachbau über hohem Sockel, mit Eckpilastern und Rundbogenfenstern, 18. Jahrhundert. | D-3-76-141-20 | BW                            |
| Bergstraße 13 (Standort)                                                                        | Wohnhaus                                  | Erdgeschossiger und verputzter Krüppelwalmdachbau mit zwei firstgedrehten Satteldachanbauten im Süden und kleiner Figurennische, Ende 18. Jahrhundert, südöstlicher Anbau nach 1832. | D-3-76-141-10 | BW                            |
| Burgweg 5; 7; 8; auf dem höchsten Punkt des Ortes (Standort)                                    | Ehemalige Burg, Altes Schloss             | Unregelmäßiger Baukörper aus dem 14. und 16. Jahrhundert; Hauptgebäude mit Bergfried, langgezogener, dreigeschossiger Satteldachbau mit nordwestlich daran angelegtem Satteldachturm, 14. Jahrhundert, Schweif- und Stufengiebel 16. Jahrhundert, nach Norden vorgelagerte, dreigeschossige Wohntrakte mit Sattel- und Pultdach, 16. Jahrhundert; südwestliche Ringbebauung, als Wohnhäuser. | D-3-76-141-11 | weitere Bilder                |
| Kuchlweg 2 (Standort)                                                                           | Ehemaliges Gerichtshalterhaus             | Zweigeschossiger und verputzter Walmdachbau, 17./18. Jahrhundert; Nordfassade mit farbig gefasster Jesusfigur in Rundbogennische. | D-3-76-141-13 | Ehemaliges Gerichtshalterhaus |
| Kuchlweg 4 (Standort)                                                                           | Wohnhaus                                  | Erdgeschossiger und verputzter Walmdachbau, 19. Jahrhundert. | D-3-76-141-14 | BW                            |
| Pfarrhofstraße 1; 3; Friedhofstraße 2a (Standort)                                               | Pfarrhof, Zweiseithof                     | Pfarrhaus, zweigeschossiger und verputzter Walmdachbau mit geohrten Fensterfaschen und Ecklisenen, 18. Jahrhundert; ehemaliger Stall, jetzt Clemenshaus, stattlicher, erdgeschossiger Massivbau mit Halbwalmdach und Erdgeschossgewölben, 18. Jahrhundert; Hofmauer, verputztes Mauerwerk, in Teilen vorhanden, 19. Jahrhundert. | D-3-76-141-16 | weitere Bilder                |
| Schloßplatz 1; 2; 3; Bergstraße 7 (Standort)                                                    | Neues Schloss                             | Dreiflügelanlage mit dreigeschossigen Walmdachbauten, neubarockes Palais mit Mezzanin und reicher Fassadengliederung mit Putzquadern, Stuckgliederung und schmiedeeisernem Balkon, Westtrakt mit Dachreiter, von Jakob Heilmann 1885–90, im Kern älter; Vorgarten mit Umfriedung gleichzeitig; Schlosspark, mit geometrisch angelegtem Parterre gleichzeitig, später zum Teil zur Parkanlage verändert; Wirtschaftsgebäude, Teil des früheren Gutshofes und der Brennerei, eingeschossiger Massivbau mit hohem Mansarddach, bezeichnet mit 1877; ehemalige Schlossbrauerei, dreigeschossiger und verputzter Satteldachbau mit Mezzanin und Gaube, im Kern 18. Jahrhundert. | D-3-76-141-17 | weitere Bilder                |
| St.-Leonhards-Platz 1 (Standort)                                                                | Katholische Pfarrkirche St. Leonhard      | Chorturmkirche, tonnengewölbtes Langhaus mit Stichkappen und eingezogenem Chor, Turm mit Pyramidendach und gekuppelten Rundbogenfenstern, Putzfassade mit Lisenen- und Gesimsgliederung, 13./14. Jahrhundert, im 18. Jahrhundert verändert, Fenster von 1923; mit Ausstattung; Kirchhofmauer mit Eingangspfeilern; Kriegerdenkmal für die Gefallenen des Ersten und Zweiten Weltkriegs, drei halbkreisförmig verbundene Sandsteinpfeiler mit geschwungener Giebelbekrönung und Voluten, Mittelpfeiler mit Jesuskreuz, nach 1945, östlich davon Inschriftentafel auf Quadersteinsockel, Granit, 1953.                                                                       | D-3-76-141-12 | weitere Bilder                |
| Von Leonberg nach Hirschling, an der Straße nach Kappl (Standort)                               | Feldkapelle heiliger Sebastian            | Kleiner verputzter Satteldachbau mit stichbogigem Eingangsportal und Rundbogennischen, 18. Jahrhundert. | D-3-76-141-21 | BW                            |
| Von Leonberg nach Roßbach, an der südlichen Ortsausfahrt nach Ponholz (Standort)                | Feldkapelle heiliger Johannes von Nepomuk | Kleiner verputzter Satteldachbau mit farbig gefasster Figur des heiligen Johannes von Nepomuk, 18. Jahrhundert. | D-3-76-141-19 | BW                            |

### Pirkensee
| Lage                                                                                         | Objekt                                                   | Beschreibung | Akten-Nr.     | Bild                                                     |
| -------------------------------------------------------------------------------------------- | -------------------------------------------------------- | --- | ------------- | -------------------------------------------------------- |
| Asamweg 4; Floriansweg 7; 5; 6 (Standort)                                                    | Schloss Pirkensee                                        | Dreiflügelanlage, dreigeschossige und verputzte Walmdachbauten mit vorgelagerten Ecktürmen mit Zwiebelhaube und profilierter Gesimsgliederung, im Ostflügel Schlosskapelle St. Anna mit Rundbogenfenstern und Ausstattung, um 1734/35; nach Westen vorgelagerter, zweiseitiger Wirtschaftshof mit Durchfahrt, erdgeschossige und verputzte Satteldachbauten, nördlicher Flügel mit Eckquaderung, 18. Jahrhundert; Hoftor, Rundbogentor mit rustizierten Pfeilern und Vasenbekrönung, Tympanon mit Ornamentik und Allianzwappen, kleine Mauervorsprünge mit Kugelbekrönung, Ziegel- und Sandstein, 1734; Reste einer getreppten Gartenanlage mit längsrechteckigem Grundriss, barock. | D-3-76-141-27 | weitere Bilder                                           |
| Dreieinigkeit, 450 Meter südöstlich des Schlosses im Ponholzer Forst „Alte Buche“ (Standort) | Dreifaltigkeitssäule                                     | Viereckiges Postament mit Allianzwappen, darüber Figurengruppe der heiligen Dreifaltigkeit mit Inschriftenband und Kreuz mit Taubenbekrönung, Kalkstein, 1737. | D-3-76-141-31 | Dreifaltigkeitssäule                                     |
| Floriansweg 1, beidseitig des Floriansweges, vor der Abzweigung Am Neuhäusl (Standort)       | Heiligenfiguren St. Florian und Hl. Johannes von Nepomuk | Rokoko-Figuren über viereckigem Postament, Sandstein, um 1740. | D-3-76-141-28 | Heiligenfiguren St. Florian und Hl. Johannes von Nepomuk |
| Hauptstraße 16 (Standort)                                                                    | Ehemaliges Wohnstallhaus                                 | Zweigeschossiger und teils verputzter Bruchsteinmauerwerksbau mit Satteldach, Ziegel-Fensterstürzen und eingezogenem Stallteil, 18./19. Jahrhundert. | D-3-76-141-29 | Ehemaliges Wohnstallhaus                                 |
| Rosenstraße 3 (Standort)                                                                     | Gasthof                                                  | Zweigeschossiger und verputzter Mansarddachbau, zweite Hälfte 18. Jahrhundert. | D-3-76-141-30 | BW                                                       |

### Ponholz
| Lage                             | Objekt                 | Beschreibung | Akten-Nr.     | Bild           |
| -------------------------------- | ---------------------- | --- | ------------- | -------------- |
| Nähe Hagenauer Straße (Standort) | Remisentrakt           | Lang gestreckter und verputzter Massivbau mit Satteldach und Teilunterkellerung, um 1850. | D-3-76-141-34 | BW             |
| Postplatz 1 (Standort)           | Gasthof zur Alten Post | Zweigeschossiger und verputzter Mansarddachbau mit Zwerchgiebel und stichbogigem Eingangsportal, Fassadengestaltung mit Gesimsgliederung und Ecklisenen, bezeichnet mit 1766, im 19. Jahrhundert verändert; zwei Hausfiguren in Rundbogennischen, farbig gefasst. | D-3-76-141-33 | weitere Bilder |

### Schwarzhof
| Lage                    | Objekt  | Beschreibung                                       | Akten-Nr.     | Bild |
| ----------------------- | ------- | -------------------------------------------------- | ------------- | ---- |
| Schwarzhof 1 (Standort) | Kapelle | Kleiner verputzter Satteldachbau, 18. Jahrhundert. | D-3-76-141-35 | BW   |

### Strieglhof
| Lage                            | Objekt                                                         | Beschreibung | Akten-Nr.     | Bild                                                           |
| ------------------------------- | -------------------------------------------------------------- | --- | ------------- | -------------------------------------------------------------- |
| Nähe Industriestraße (Standort) | Ehemalige Brikettfabrik der Oberpfälzer Braunkohlegewerkschaft | vier- und fünfgeschossiger Industriebau in Sichtziegelmauerwerk mit stichbogigen Fenstern bzw. Blendfenstern, Lisenengestellgliederung und stichbogigen Tonnendächern, von A. Wehner der ZEMAG (Zeitzer Eisengießerei und Maschinenbau AG), 1908; verändert 1917, nach 1941 Umnutzung zur Schamottefabrik der Oberpfälzer Schamotte- und Tonwerke GmbH Ponholz | D-3-76-141-46 | Ehemalige Brikettfabrik der Oberpfälzer Braunkohlegewerkschaft |

### Ziegelhütte
| Lage                                                    | Objekt     | Beschreibung                                                                 | Akten-Nr.     | Bild |
| ------------------------------------------------------- | ---------- | ---------------------------------------------------------------------------- | ------------- | ---- |
| Bahnstrecke Regensburg - Weiden (bei Bahn-km 20,893) () | Bahnbrücke | Streckenüberführung der Bahnstrecke Regensburg - Weiden (Strecke 5860), 1895 | D-3-76-141-48 |      |

## Ehemalige Baudenkmäler
In diesem Abschnitt sind Objekte aufgeführt, die früher einmal in der Denkmalliste eingetragen waren, jetzt aber nicht mehr. Objekte, die in anderem Zusammenhang also z. B. als Teil eines Baudenkmals weiter eingetragen sind, sollen hier nicht aufgeführt werden. Aktennummern in diesem Abschnitt sind ehemalige, jetzt nicht mehr gültige Aktennummern.

| Lage                               | Objekt                | Beschreibung | Akten-Nr.     | Bild |
| ---------------------------------- | --------------------- | --- | ------------- | ---- |
| Maxhütte Hüttenstraße 1 (Standort) | Verwaltungsgebäude    | Zweigeschossiger Satteldachbau mit Giebelrisalit und kleinem Uhrtürmchen, 1911, später Erweiterung nach Westen. | D-3-76-141-4  | BW   |
| Leonberg Kuchlstraße 12 (Standort) | Ehemaliges Bauernhaus | 18. Jahrhundert, Satteldachbau.                                                                                 | D-3-76-141-15 | BW   |
| Ponholz Erlenweg 17 (Standort)     | Ehemalige Wagnerei    | Giebelhaus mit Barockportal, 18. Jahrhundert.                                                                   | D-3-76-141-32 | BW   |